# Marie Alizon
Marie Alizon (née le 9 mai 1921 à Rennes et morte le 4 juin 1943 à Auschwitz) est une résistante française.

## Biographie

### Résistance
Fille d'hôteliers, Aimée Marie Françoise Alizon prend la direction de l'entreprise familiale lorsque sa mère tombe gravement malade. 
Marie Alizon et sa sœur Simone entrent en contact avec le réseau Johnny en octobre 1941. Ce réseau opère en Bretagne depuis mars 1941 et s’occupe principalement des bateaux de guerre allemands stationnés à Brest, lorsqu’à la suite d’arrestations, le réseau doit abandonner ses points d’émission du Finistère. C’est à Rennes que le réseau s’installe et Marie et Simone Alizon reçoivent les renseignements « codés » qu’elles transmettent par la suite aux radios du réseau qui radiotélégraphient à Londres. Deux opérateurs radios seront hébergés dans l’hôtel, où les membres du réseau sont accueillis lors de leurs déplacements à Rennes.

### Arrestation
Marie et Simone Alizon sont arrêtées par la Feldgendarmerie les 13 et 17 mars 1942. Incarcérées quelques jours à Rennes, elles sont ensuite transférées à la prison de la Santé à Paris, puis à la maison d’arrêt de Fresnes et finalement, le 10 novembre 1942, au fort de Romainville. Elles n'apprennent qu'en janvier 1943 la mort de leur mère intervenue le 5 juillet 1942.

### Déportation
Elles sont déportées ensemble au camp d’Auschwitz le 24 janvier 1943 (par le convoi des 31000). Marie meurt, épuisée, des suites d'une otite non soignée après avoir été transférée au revier le 4 juin 1943.

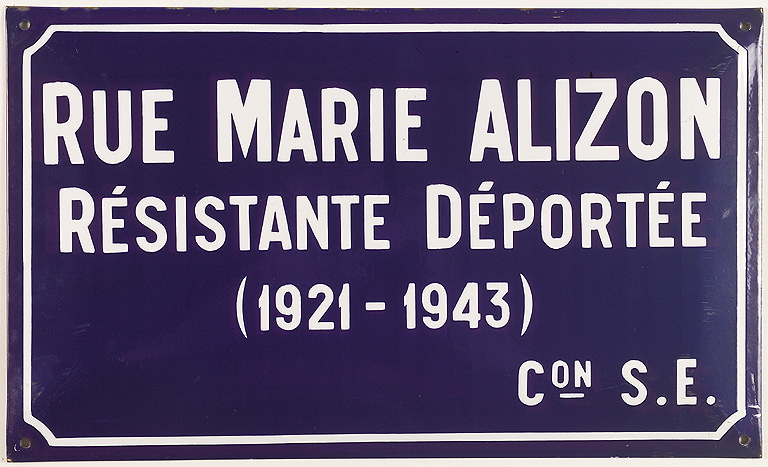
Rue Marie Alizon (actuelle rue Marie et Simone Alizon) à Rennes, musée de Bretagne.

Simone Alizon survit aux camps, conservant d'importantes séquelles. Elle se marie avec l’un des fondateurs du réseau Johnny, Jean Le Roux.

## Distinctions et hommage

### Distinctions
- Médaille de la Résistance française à titre posthume (décret du 26 juin 1956)[2],[3]
- Morte pour la France[2]

### Odonymie
Les deux sœurs Marie et Simone Alizon ont une rue à Rennes à leurs noms.

### Exposition
Elle fait partie des 16 femmes dont le parcours est présenté dans le cadre de l'exposition temporaire « Déportées à Ravensbrück, 1942-1945 » organisée par les Archives nationales (site de Pierrefitte-sur-Seine) du 3 février au 16 juin 2023.